# Reprinka
Reprinka (en rus: Репринка) és un poble de l'óblast de Kursk, a Rússia, que en el cens del 2010 tenia 9 habitants. Pertany al districte rural de Fatej.